# 陳國祥 (光緒進士)
陳國祥（1877年—1921年），字宝贤，号敬民，贵州修文县人，清朝及中华民国政治人物。曾任中华民国国会众议院副议长。

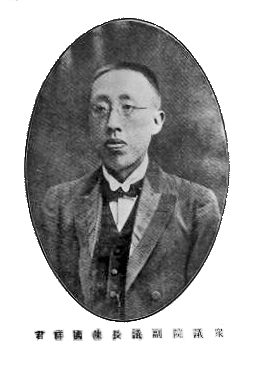
众议院副议长陈国祥君

## 生平
陈国祥是丁酉科举人，光绪二十九年（1903年）癸卯科进士，翰林院庶吉士，散馆授翰林院编修，加侍讲衔。早年他留学日本法政大学。在日本时，他和蹇念益等人参加了梁启超组织的政闻社的活动。归国后，他任河南全省法政学堂校长，河南谘议局筹办处总办，河南地方自治筹办处总办，河南行政公署会议厅审查法律委员长。1911年武昌起义后，他发起成立国民协进会，支持改革。后来该会并入共和党。南北统一后，他任北京临时参议院议员。

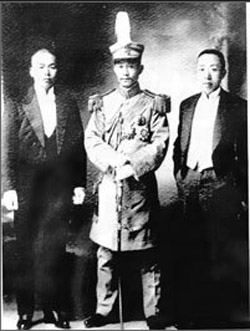
1915年10月，蔡锷（中）与友人戴戡（左）、陈国祥（右）在天津密谋讨袁时合影。10月梁启超在其天津住所召集最后一次秘密会议，梁启超、蔡锷、戴戡、陈国祥、王伯群、汤觉顿、蹇念益等与会，作出“武装讨伐袁世凯，坚决维护共和国体”的决定。会后，戴戡、蔡锷、陈国祥到山本照相馆合影留念。

1913年民元国会召开，他任众议院议员，并任众议院副议长（议长为汤化龙）。1913年，他还曾任代理宪法会议审议长（当时审议长为王正廷）。1914年，国会被袁世凯解散。此后他任参政院参政，约法会议成员。他还获授上大夫。1914年9月，日本借口对德国宣战，出兵中国山东，并袭击了“战区之外”的潍县站。10月2日，在参政院第十五次会议上，梁启超就此提出“紧急动议”，要求袁世凯政府同日本进行交涉，会议最终还通过了由梁启超、陈国祥、熊希龄、王家襄、宝熙五人起草的质问书。1914年，他作为赞助人之一，促成久大精盐公司成立。1915年12月袁世凯称帝，他受梁启超的委托，将蔡锷和戴戡从北京护送到天津，使他们摆脱了危险。他还在天津参加了策划反对袁世凯的会议，与会的有梁启超、蔡锷、戴戡、徐佛蘇、蹇念益、陈国祥、汤觉顿，时称“天津会议七君子”。

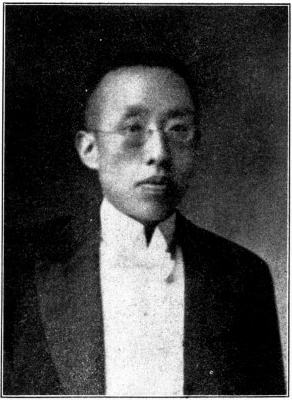
《民国之精华》中的陈国祥照片

1916年，民元国会复会，他继续任众议院副议长（议长为汤化龙）。1916年9月1日，梁启超派系的陈国祥和王家襄率领一部分进步党成员组织的宪法研究同志会成立，并于9月4日发表了《简章》，内称“研究宪法，举其所得，以供国会参考为宗旨”。1917年府院之争，汤化龙辞去众议院议长职务，此后众议院副议长陈国祥、参议院议长王家襄以及研究系的其他议员先后辞职，使大总统黎元洪陷入困境。当时部分议员南下广州召开广州国会非常会议，由于陈国祥和王家襄不愿意南下广州，故广州国会非常会议1918年9月16日选举褚辅成为众议院副议长，10月9日选举林森为参议院议长。在1918年安福国会议员选举中，他曾经到奉天活动，企图争取原立宪派人士支持，以增加研究系当选议员数量。后来他当选为安福国会议员。1920年出版的《最近官绅履历汇录》还载有其生平。
陈国祥病故后，1922年民元国会第二次复会时，于1922年9月6日改选张伯烈为副议长。

## 家庭
- 父：陳後琨（1854年－1895年），字耀先，清朝道光三十四年（1854年）生，光绪二十一年（1895年）去世。光緒九年進士。